# غطاسيات
الغطاسيات أو الغواصيّات هي رتبة من الطيور تضمُّ فصيلتين، إحداهما منقرضة والأخرى حية. يعود نوعان من الفصيلة المنقرضة إلى العصر الطباشيري المبكر في إنكلترا، وعرفا من بعض عظام الساق فحسب، كما يوجد نوعان آخران من العصر الطباشيري المتأخر في وايومنغ، معروفان من بعض عظام الساق والجناح.
تعتبر الغطاسيات من طيور المياه العذبة الموزعة على نطاق واسع، مع وجود بعض الأنواع أيضًا في الموائل البحرية أثناء الهجرة والشتاء. يحتوي الترتيب على عائلة واحدة، Podicipedidae، والتي تضم 22 نوعًا في ستة أجناس موجودة.

## وصف
غطاسيات صغيرة إلى متوسطة الحجم في الحجم، بها أصابع مفصصة، وهي سباح وغواص ممتازون. على الرغم من أنه يمكنهم الركض لمسافة قصيرة، إلا أنهم عرضة للسقوط، حيث يتم وضع أقدامهم بعيدًا عن الجسم.
جريب لها أجنحة ضيقة، وبعض الأنواع تحجم عن الطيران؛ في الواقع، نوعان من أمريكا الجنوبية لا يطيران تمامًا. يستجيبون للخطر من خلال الغوص بدلاً من الطيران، وهم على أي حال أقل حذرًا من البط. تتراوح الأنواع الموجودة في الحجم من أنواع اقل جريب، عند 120 جرام (4.3 أوقية) و23.5 سم (9.3 بوصة)، إلى غطاس كبير، عند 1.7 كجم (3.8 رطل) و71 سم (28 بوصة).
تعتبر جميع الأنواع في أمريكا الشمالية وأوراسيا بالضرورة، مهاجرة عبر معظم أو كل نطاقاتها، وتلك الأنواع التي تعيش في فصل الشتاء في البحر تُرى أيضًا أثناء الطيران بانتظام. حتى الغريب الصغير ذو المنقار في المياه العذبة في أمريكا الشمالية حدث كمتشرد عبر المحيط الأطلسي إلى أوروبا في أكثر من 30 مناسبة.
تختلف المناقير من قصيرة وسميكة إلى طويلة ومدببة، اعتمادًا على النظام الغذائي الذي يتراوح من الأسماك إلى حشرات المياه العذبة والقشريات. القدمان كبيرة دائمًا، مع فصوص عريضة على أصابع القدم وشبكات صغيرة تربط أصابع القدم الأمامية الثلاثة. يحتوي إصبع القدم الخلفية أيضًا على فص صغير. وقد أظهرت العمل التجريبي مؤخرا أن هذه الفصوص تعمل مثل الحوامة شفرات المروحة. من الغريب أن نفس الآلية تطورت على ما يبدو بشكل مستقل في العصر الطباشيري المنقرض طيور الغرب وأشباهها، وهي طيور غير مرتبطة تمامًا.
جريبس لها ريش غير عادي. إنه كثيف ومقاوم للماء، وعلى الجانب السفلي يكون الريش بزاوية قائمة على الجلد، ويبرز مباشرة ليبدأ ويتجعد عند الطرف. عن طريق الضغط على ريشها على الجسم، يمكن للجريبس تعديل قابليتها للطفو. في كثير من الأحيان، يسبحون على ارتفاع منخفض في الماء مع كشف الرأس والرقبة فقط. يسبحون عن طريق فرد القدمين وإحضارهم للداخل في نفس الوقت مع توسيع الحزام لإنتاج الدفع إلى الأمام بنفس طريقة الضفادع.
في غير موسم التكاثر، يكون لون الجريبس عاديًا باللون البني الداكن والأبيض. ومع ذلك، فإن معظمها لديها ريش تكاثر مزخرف ومميز، وغالبًا ما تضع علامات كستنائية على منطقة الرأس، وتؤدي طقوس عرض متقنة. غالبًا ما يتم تخطيط الصغار، وخاصةً من جنس رأس كبير، ويحتفظون ببعض ريش الأحداث حتى بعد الوصول إلى الحجم الكامل. في موسم التكاثر، يتزاوجون في بحيرات وبرك المياه العذبة، لكن بعض الأنواع تقضي موسم عدم التكاثر على طول السواحل البحرية.
عند التحضير، تأكل الجريبس ريشها، وتطعمه لصغارها. وظيفة هذا السلوك غير مؤكدة ولكن يعتقد أنها تساعد في تكوين الحبيبات،  وتقليل تعرضهم للطفيليات المعدية.
يصنع الغطاسيات أعشاشًا طافية من مادة نباتية مخبأة بين القصب على سطح الماء. الصغار في مرحلة الطفولة المبكرة، وقادرون على السباحة منذ الولادة.

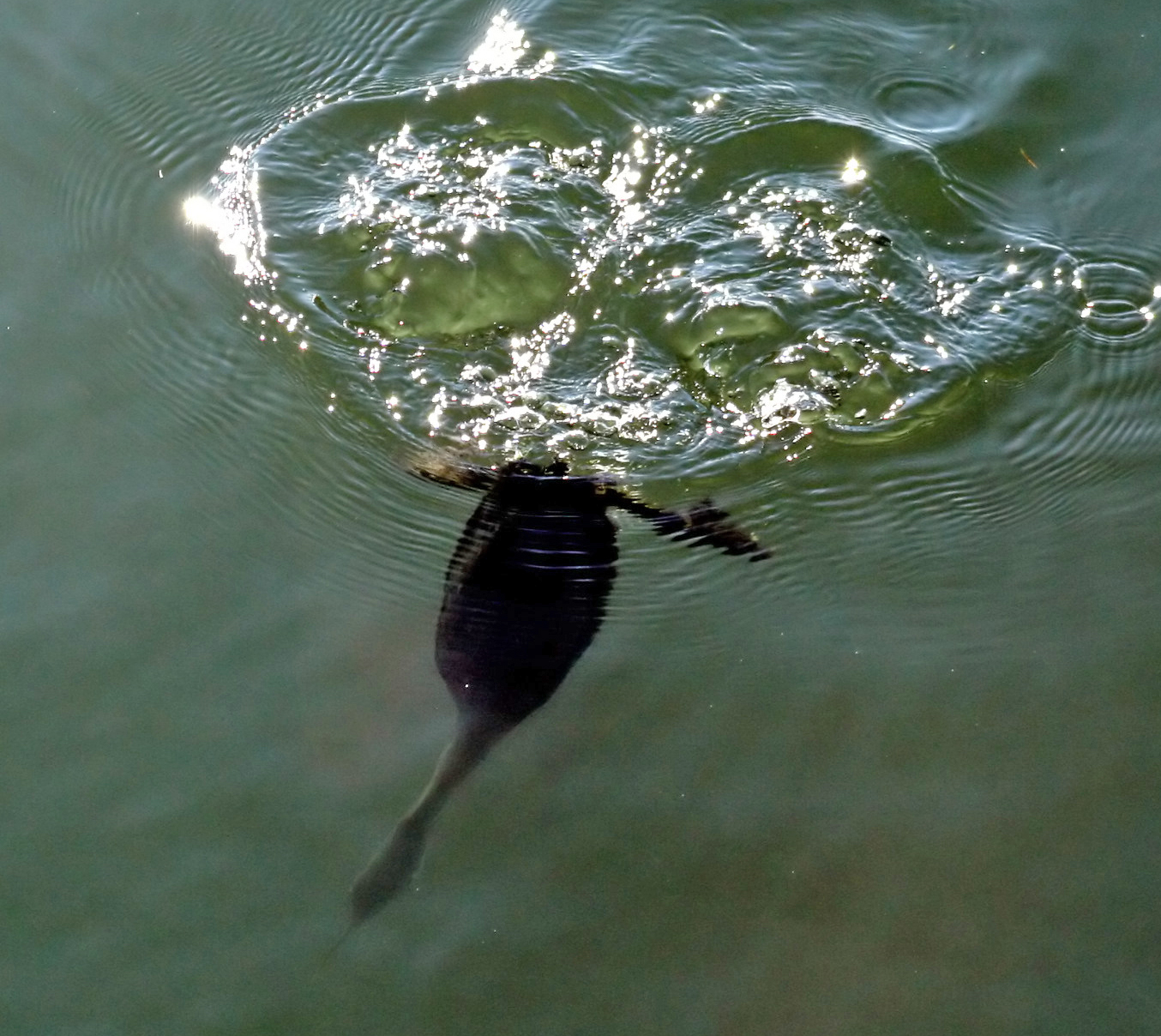
غريب الغوص

## التصنيف والحياة والتطور
تضمُّ الفصيلة 12 نوع، منهم 4 أحياء يقطنون نصف الكرة الأرضية الشمالي. تعود بعض الأنواع المنقرضة إلى أوائل العصر البليوسيني في فرنسا. تتناسل هذه الطيور في المياه العذبة، وتقضي الشتاء في المياه المالحة، وهي طيور مهاجرة.
الغطاسيات طيور قويّة، وسبّاحات ماهرة. تسبح باستخدام قدميها، وهي تأكل الأسماك وبعض الحشرات والقشريات. تبني أعشاشها على الأرض بالقرب من المسطحات المائية، وتضع الأنثى بيضتين بنيَّتي اللون ومرقَّطتين ببقع سوداء. ويحضن البيض كلا الوالدين ويتعاونان على رعاية الفراخ.
الغريبس هي مجموعة متميزة جذريًا من الطيور فيما يتعلق بتشريحها. وفقا لذلك، وكانوا في المعتقد أولا أن تكون ذات صلة البط الغواص، والتي هي أيضا قدم القذائف الطيور الغوص، وكانت كل أسرة مرة واحدة تصنف معا في ظل النظام القولونيات، في وقت مبكر من ثلاثينيات القرن الماضي، تم تحديد هذا ليكون مثالًا للتطور المتقارب من خلال القوى الانتقائية القوية التي تواجهها الطيور غير ذات الصلة التي تشترك في نفس نمط الحياة في أوقات مختلفة وفي بيئات مختلفة. يتم تصنيف الغطاسيات واللونس الآن بشكل منفصل من أوامر بوديسبيديفورميس وجافيفورميس، على التوالي.
وكلاديسيات مقابل الفينيقيا النقاش من منتصف القرن 20 إحياء الاهتمام العلمي في تعميم المقارنات. نتيجة لذلك، تمت مناقشة الرابط المشوه بين أوزة مرة أخرى. حتى أن هذا ذهب إلى حد اقتراح أحادي النمط للغريبس، والبط الغواص، وطيور الغرب وأشباهها المسننة. بالعودة إلى الوراء، تكمن القيمة العلمية للنقاش أكثر في تقديم أمثلة على أن المنهجية لا تتعارض مع عقيدة علمية ظاهرية شاملة، وبالتالي، ببساطة لأن بعض الدراسات «تستخدم علم التشكل» ، فإنها لا تضمن نتائج متفوقة.
الدراسات الجزيئية مثل تهجين الحمض النووي وتحليلات التسلسل تفشل في حل علاقات الغريب بشكل صحيح بسبب عدم كفاية الدقة في الانجذاب الأول والفروع الطويل في الأخير. لا يزال في الواقع بسبب هذا - يفعلون تأكيد أن هذه الطيور تشكل النسب التطوري القديم إلى حد ما (أو ربما الوحيد الذي كان يخضع لضغوط انتقائية وصولا إلى المستوى الجزيئي حتى، وأنها دعم غير القرابة من البط الغواص وجريبس.
وجدت الدراسة الأكثر شمولاً عن علم تطور الجينات للطيور،  نُشرت في عام 2014، أن طائر الجريبس وطيور النحام هم أعضاء في كولومبيا، وهو كليد يشمل أيضًا الحمائم، والرمل، والميسيت.

### العلاقة مع طيور النحام

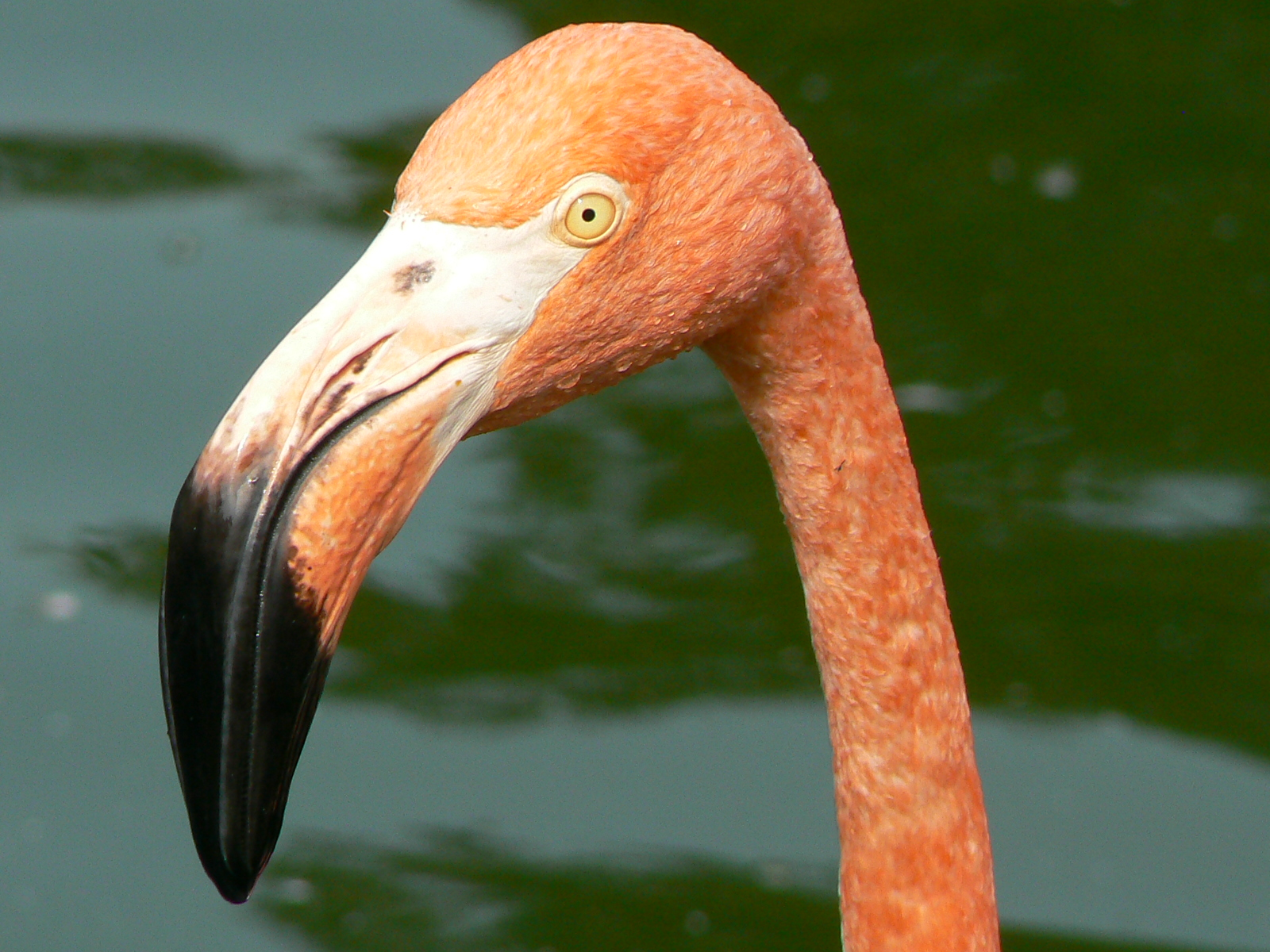
تدعم العديد من الدراسات الجزيئية والصرفية وجود علاقة بين طائر الغريب وطيور النحام.

اقترحت الدراسات الجزيئية الحديثة وجود علاقة مع طيور النحام  بينما تدعم الأدلة المورفولوجية أيضًا بقوة العلاقة بين طيور النحام والغرباب. لديهم ما لا يقل عن أحد عشر سمة مورفولوجية مشتركة، والتي لا توجد في الطيور الأخرى. تم تحديد العديد من هذه الخصائص سابقًا في طيور النحام، ولكن ليس في الغريب. يمكن اعتبار ‏ الحفريات بالايلوديس تطوريًا وبيئيًا، وسيطًا بين طيور النحام والغرباب.
بالنسبة إلى كليد، تم اقتراح الصنف ميراندورنيثيس («الطيور المعجزة» نظرًا لتباعدها الشديد وفجواتها). وبدلاً من ذلك، يمكن وضعها بترتيب واحد، مع إعطاء الأولوية لظهورات الفينيوكوبتر الشكل.

### الغراب الأحفوري

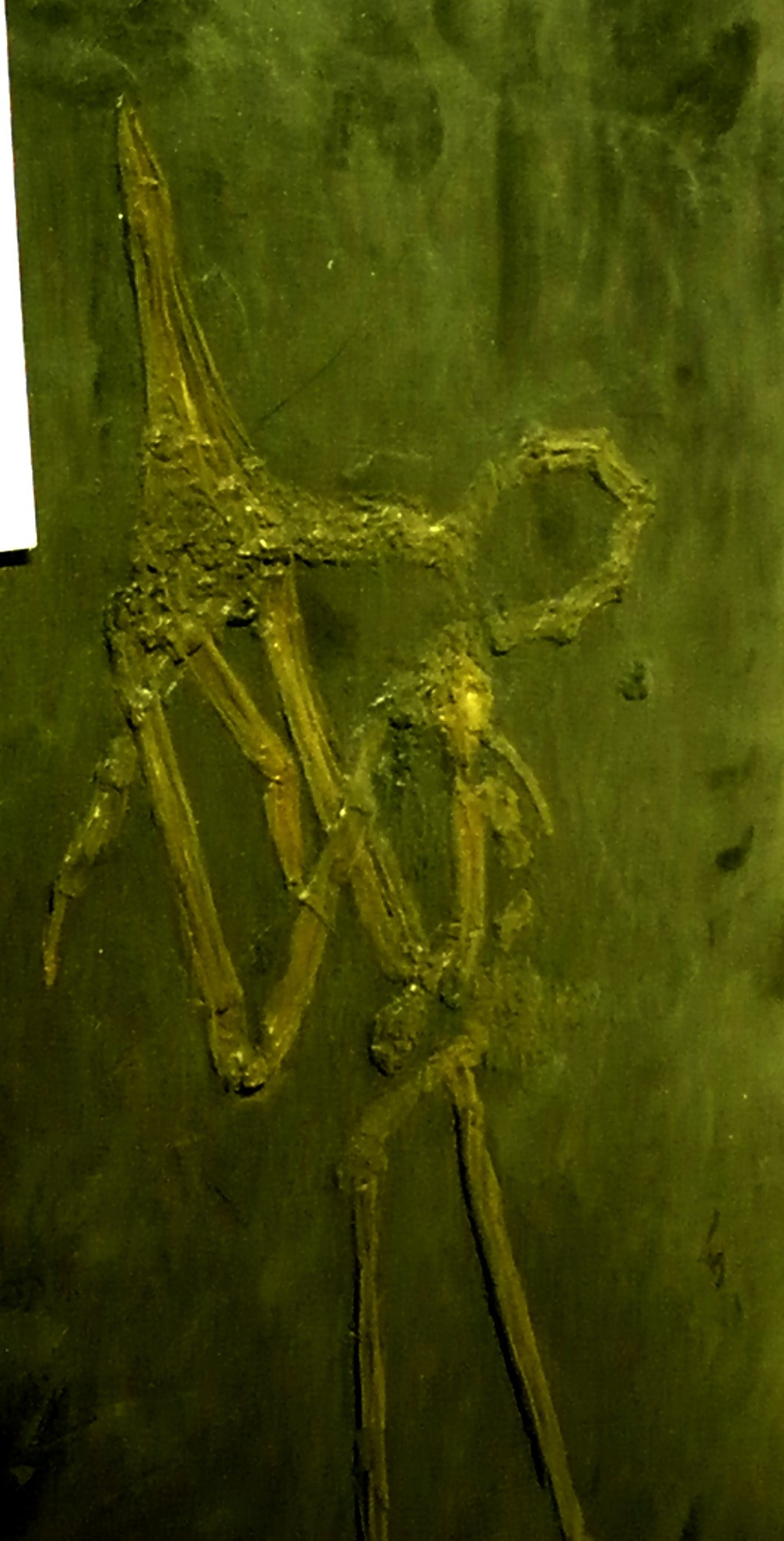
الحفرية Juncitarsus Merkeli

السجل الأحفوري للغريبس غير مكتمل؛ لا توجد أشكال انتقالية بين الطيور الأكثر تقليدية والغرباب عالية الاشتقاق المعروفة من الحفريات، أو على الأقل لا توجد أشكال انتقالية يمكن وضعها في علاقات المجموعة بأي قدر من اليقين. قد يكون جنس الطيور المائية الغامض قريبًا من سلف مشترك لطيور النحام والغرباب.
كان يُعتقد في البداية أن الجنس الطباشيري المبكر (البرياسي، حوالي 143 مليون سنة ) من جنس يوروليمنورنيس من شمال غرب رومانيا هو نوع من الغريب. إذا كان مرتبطًا بالفعل بهذا النسب، فيجب أن يمثل أكثر الأشكال القاعدية، لأنه من المؤكد تقريبًا أنه يسبق أي انقسام بين طائر الفلامنجو. من ناحية أخرى، فإن القطعة العظمية الفردية المخصصة لهذا الصنف ليست تشخيصية للغاية وقد لا تكون من طائر على الإطلاق.
تيلماتورنيس من تشكيل نافيسينك أيضًا أواخر العصر الطباشيري - متحالف تقليديًا مع إفجيجيات و/أو كركيات. ومع ذلك، وجد تحليل للهيكل العظمي الأمامي أنه يشبه إلى حد كبير الغطاس المتوج، وعلى عكس السمان ذي النقرة ذي الزر المطلي (المعروف الآن بأنه سلالة حزرية الشكل القاعدية)، أو الرطاس ذات العنق الأسود (شكل أكثر تقدمًا)، أو الساق، أي أن اللقمة الظهرية لعظم العضد لم تكن بزاوية 20 درجة إلى 30 درجة بعيدًا عن المحور الطويل لعظم العضد. لم ينتج عن التحليل نمط نسبي، بل جمع بعض الطيور ذات أشكال الجناح المتشابهة معًا بينما وقف البعض الآخر منفصلين. وبالتالي، من غير المعروف ما إذا كان هذا التشابه الظاهري مع الغريب يمثل علاقة تطورية، أو ما إذا كان لدى تيلماتورنيس جناحًا مشابهًا لجناح الغطاسيات وحركه كما يفعل.
تظهر الحشائش الحقيقية فجأة في السجل الأحفوري في أواخر أوليجوسين أو الميوسين المبكر، حوالي 23-25 م.س. في حين أن هناك عددًا قليلاً من أجناس ما قبل التاريخ التي انقرضت الآن تمامًا؛ ثيورنيس (أواخر العصر الميوسيني العصر البليوسيني المبكر ليبروس، إسبانيا)  وبلوليمبس (العصر الجليدي المتأخر في WC USA - في وقت مبكر العصر الجليدي لشابالا، المكسيك)  يرجع تاريخه إلى وقت كانت فيه معظم الأجناس الموجودة بالفعل، إن لم يكن كلها. نظرًا لأن الغريب معزولة تطوريًا وبدأت تظهر فقط في السجل الأحفوري لنصف الكرة الشمالي في أوائل العصر الميوسيني، فمن المحتمل أن تكون قد نشأت في نصف الكرة الجنوبي.
لا يمكن تعيين عدد قليل من حفريات الغطاسيات الحديثة إلى أجناس حديثة أو أجناس ما قبل التاريخ:
- بوديسبيديدا (سان دييغو أواخر العصر البليوسيني في كاليفورنيا) مُدرج سابقًا في Podiceps parvus [27]
- بوديسبيديدا.(العصر الجليدي المتأخر من WC الولايات المتحدة الأمريكية) [30]
- بوديسبيديدا.(جلينز فيري في وقت متأخر من العصر الجليدي / العصر الجليدي المبكر في أيداهو، الولايات المتحدة الأمريكية) [30][31]

### علم تطور السلالات
أشكال الحيوانات الحية المستوحاة من عمل جون بويد.
|  | بوديليمبوس  |
|  |             |
|  | تاتشيبابيتس |
|  |             |

|  | بوليوسيفلس                                                                         |
|  |                                                                                    |
|  | \| \| بودسيفورس \| \| \| \| \| \| أخموفورس \| \| \| \| \| \| بودي سيفس \| \| \| \| |
|  |                                                                                    |
|  | بودسيفورس                                                                          |
|  |                                                                                    |
|  | أخموفورس                                                                           |
|  |                                                                                    |
|  | بودي سيفس                                                                          |
|  |                                                                                    |

|  | بودسيفورس |
|  |           |
|  | أخموفورس  |
|  |           |
|  | بودي سيفس |
|  |           |

|  | بوديليمبوس  |
|  |             |
|  | تاتشيبابيتس |
|  |             |

|  | بوليوسيفلس                                                                         |
|  |                                                                                    |
|  | \| \| بودسيفورس \| \| \| \| \| \| أخموفورس \| \| \| \| \| \| بودي سيفس \| \| \| \| |
|  |                                                                                    |
|  | بودسيفورس                                                                          |
|  |                                                                                    |
|  | أخموفورس                                                                           |
|  |                                                                                    |
|  | بودي سيفس                                                                          |
|  |                                                                                    |

|  | بودسيفورس |
|  |           |
|  | أخموفورس  |
|  |           |
|  | بودي سيفس |
|  |           |

## الوصف
يتراوح طول الغطاسيات من 60 إلى 100 سنتيمتر. لها ثلاث أصابع في كل قدم، وأجنحتها ضيقة ومدببة، وأما ذيلها فهو قصير، وريشها كثيفٌ وعازلٌ للماء ذو لون أسود أو أبيض أو رمادي أو أسود في الأعلى ورمادي وأبيض في الأسفل. والجنسان متشابهان بالشكل.

## روابط خارجية
- فيديوهات وصور Grebe على Internet Bird Collection
- شجرة الحياة جريبس
- openclipart.org: Grebes قصاصة فنية
- طيور الغوص في أمريكا الشمالية بقلم بول جونزجارد
- فيلم Grebes Walk on Water نسخة محفوظة 29 ديسمبر 2016 على موقع واي باك مشين. وثائقي من إنتاج دليل أوريغون الميداني
- نطق Grebe - أغاني The Grebes